# Сан-Жуан-дуз-Анголареш

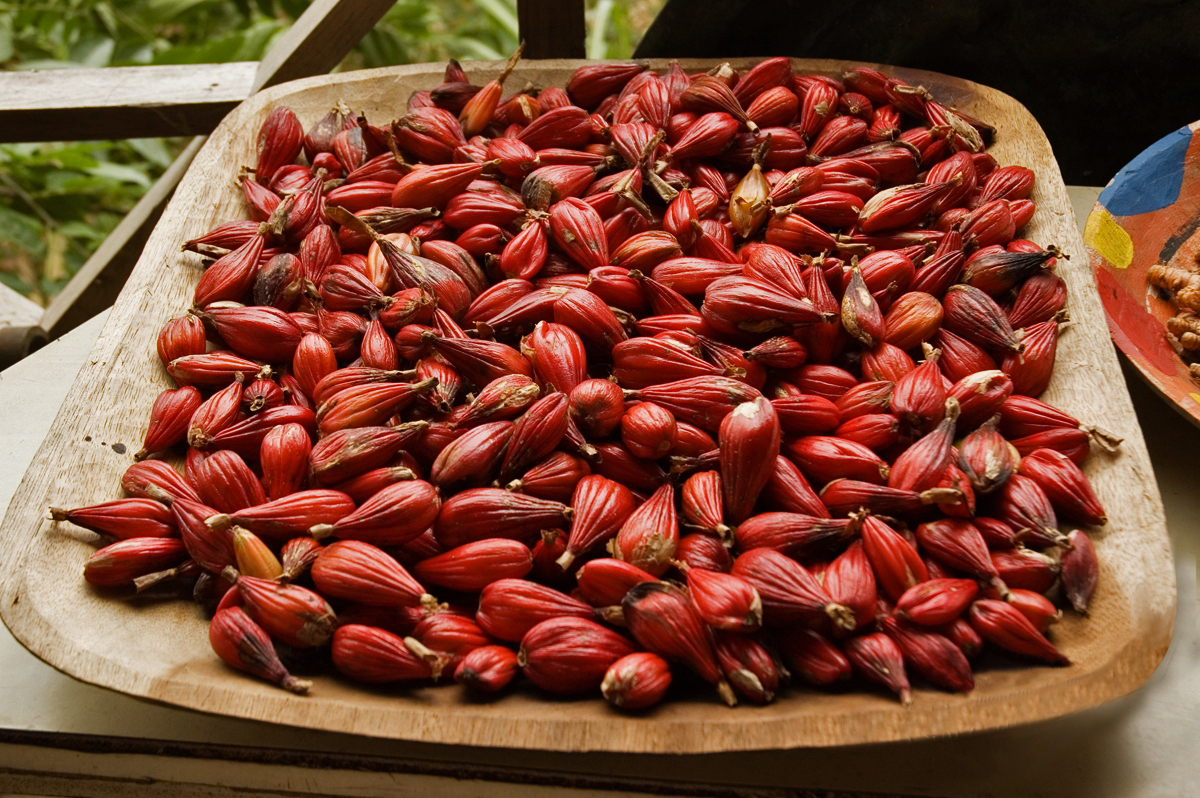
Рынок в Сан-Жуан-душ-Анголареш

Сан-Жуан-дуз-Ангола́реш (порт. São João dos Angolares) — небольшой городок в округе Кауи в восточной части острова Сан-Томе (государство Сан-Томе и Принсипи). Административный центр округа Кауи.
Город назван в честь ангольских рабов, заселивших эту территорию после кораблекрушения в XVI веке. Их потомки живут здесь сегодня и используют специфический португало-креольский язык.

## Население
| Год       | 1999  | 2001  | 2013                   |
| Население | 2 045 | 1 862 | 2 474 (предполагаемое) |